# Chilling Adventures of Sabrina (serie de televisión)
Chilling Adventures of Sabrina (titulada El mundo oculto de Sabrina en Hispanoamérica y Las escalofriantes aventuras de Sabrina en España) es una serie de televisión web estadounidense de misterio sobrenatural desarrollada por Roberto Aguirre-Sacasa para Netflix, basada en la serie de cómics homónima. La serie es producida por Warner Bros. Television, en asociación con Berlanti Productions y Archie Comics. Aguirre-Sacasa y Greg Berlanti sirven como productores ejecutivos, junto a Sarah Schechter, Jon Goldwater y Lee Toland Krieger.
La serie se centra en el personaje de Archie Comics Sabrina Spellman, interpretada por Kiernan Shipka, también está protagonizada por Ross Lynch, Lucy Davis, Chance Perdomo, Michelle Gomez, Jaz Sinclair, Tati Gabrielle, Gavin Leatherwood, Adeline Rudolph, Richard Coyle y Miranda Otto. Se desarrolló originalmente durante septiembre de 2017 para The CW, la serie estaba destinada a ser una serie complementaria de la serie de The CW, Riverdale; sin embargo, en diciembre de 2017, el proyecto se trasladó a Netflix con un pedido directo de serie, confirmando dos temporadas. El rodaje tuvo lugar en Vancouver, Columbia Británica, donde ambas partes de la primera temporada se rodaron consecutivamente. 
Los primeros diez episodios se lanzaron el 26 de octubre de 2018. La serie recibió críticas positivas, y los críticos elogiaron el desempeño de Shipka, así como la premisa, las imágenes y la dirección. El 14 de diciembre de 2018 se lanzó un episodio especial de Navidad, y la segunda parte de la primera temporada se lanzó el 5 de abril de 2019. En diciembre de 2018, Netflix renovó la serie para una segunda temporada de 16 episodios. La temporada se dividió en dos partes, la primera de las cuales se lanzó el 24 de enero de 2020, y el segundo conjunto de 8 episodios lo hizo el 31 de diciembre de 2020. La serie fue cancelada poco después de este último estreno.

## Sinopsis
Sabrina Spellman debe enfrentar su naturaleza como mitad bruja y mitad mortal mientras lucha contra las fuerzas del mal que la amenazan a ella, a su familia y el mundo en que habitan los humanos.

## Elenco y personajes
- Kiernan Shipka como Sabrina Spellman: una adolescente mitad humana y mitad bruja que asiste a Baxter High, que recién comienza su educación oscura, mientras intenta mantener una vida normal.[2] Mckenna Grace interpreta a una joven Sabrina Spellman en flashbacks.[3]
- Ross Lynch como Harvey Kinkle: el encantador y soñador novio de Sabrina que es hijo de un minero de carbón y que inicialmente desconoce las fuerzas oscuras que conspiran para mantenerlo separado a él y a Sabrina.[4]
- Lucy Davis como Hilda Spellman: una de las dos tías brujas de Sabrina, que tiene una naturaleza maternal y un sentido del humor cálido, y es experta en elaborar pociones.[5]
- Chance Perdomo como Ambrose Spellman: el primo brujo pansexual de Sabrina de Inglaterra, quien es su compañero en el crimen, pero tiene prohibido salir del hogar Spellman después de ser puesto bajo arresto domiciliario por el Consejo de Brujas por intentar volar el Vaticano.[6][7]
- Michelle Gomez como Mary Wardwell / Lilith / Madam Satán: la primera esposa de Adán del Jardín del Edén, que roba la identidad de Mary Wardwell, la maestra y mentora favorita de Sabrina en Baxter High; una manipuladora astuta, tiene la intención de preparar a Sabrina para que tome su lugar como soldada de infantería de Satanás para que ella misma pueda convertirse en su reina.[6][8] A partir de la segunda temporada, Gomez proyecta a ambos personajes por separado.
- Jaz Sinclair como Rosalind «Roz» Walker: la temeraria, empoderada y franca hija del ministro de Greendale y la mejor amiga de Sabrina, Su abuela le cuenta que las mujeres de su familia recibieron una maldición que las hace perder la vista, pero gracias a ello desarrollaron un “Pálpito”, una habilidad que le permiten tener visiones, entre otras cosas.[9]
- Tati Gabrielle como Prudence Blackwood (anteriormente Night): una estudiante de la Academia de las Artes Oscuras, con un rencor personal contra Sabrina. Ella es la líder de un trío de brujas, las Hermanas Extrañas. Más tarde se revela que es la hija ilegítima del padre Blackwood.[10]
- Adeline Rudolph como Agatha Night: una estudiante de la Academia de las Artes Oscuras, que es una de las Hermanas Extrañas.[11]
- Abigail Cowen como Dorcas Night: una estudiante de la Academia de las Artes Oscuras, que es una de las Hermanas Extrañas.[12]
- Richard Coyle como Padre Faustus Blackwood: el Sumo Sacerdote de la Iglesia de la Noche y Decano de la Academia de las Artes Oscuras, quien entra en conflicto con Sabrina.[13]Cameron Andrés interpreta a un joven Faustus en la parte 3.
- Miranda Otto como Zelda Spellman: una de las dos tías brujas de Sabrina, que es más severa que Hilda y muy protectora de Sabrina. También es miembro de la Iglesia de la Noche, devota del Señor Oscuro.[14] Hayley Wilson interpreta a una joven Zelda en la parte 3.
- Gavin Leatherwood como Nicholas «Nick» Scratch (principal: parte 3-4; recurrente: partes 1-2): un brujo y estudiante de la Academia de las Artes Oscuras que eventualmente se involucra románticamente con Sabrina.[15]
- Lachlan Watson como Susie Putnam / Theo Putnam (principal: parte 3-4; recurrente: partes 1-2): amigo íntimo de Sabrina en Baxter High. Theo es un chico trans cuyo nombre de nacimiento era Susie.[16][17][15]

## Episodios
| Parte | Parte | Episodios | Episodios               | Lanzamiento original    | Lanzamiento original    |
| ----- | ----- | --------- | ----------------------- | ----------------------- | ----------------------- |
|       | 1     | 11        | 10                      | 26 de octubre de 2018   | 26 de octubre de 2018   |
| 1     | 1     | 11        | 14 de diciembre de 2018 | 14 de diciembre de 2018 |                         |
|       | 2     | 9         | 9                       | 5 de abril de 2019      | 5 de abril de 2019      |
|       | 3     | 8         | 8                       | 24 de enero de 2020     | 24 de enero de 2020     |
|       | 4     | 8         | 8                       | 31 de diciembre de 2020 | 31 de diciembre de 2020 |

## Producción

### Desarrollo
En septiembre de 2017, se informó que Warner Bros. Television y Berlanti Productions desarrollaban una serie de televisión de acción en vivo basada en el cómic Chilling Adventures of Sabrina para The CW, con un lanzamiento previsto en la temporada de televisión 2018-19. La serie sería una serie complementaria de Riverdale. Lee Toland Krieger dirigiría el piloto, que sería escrito por Roberto Aguirre-Sacasa. Ambos son productores ejecutivos junto con Greg Berlanti, Sarah Schechter y Jon Goldwater. En diciembre de 2017, el proyecto se había trasladado a Netflix bajo un nuevo título aún por anunciar. El servicio de streaming ordenó dos temporadas, que comprenderían diez episodios cada una; luego se modificó para ser una temporada de 20 episodios dividida en dos partes. El presidente de The CW, Mark Pedowitz, declaró que la capacidad de Netflix para ofrecer un compromiso de dos temporadas atrajo a Warner Bros. Television a trasladar la serie al servicio de streaming. A principios de mayo de 2018, Chilling Adventures of Sabrina se confirmó oficialmente como el título de la serie. La serie se inspiró en películas de «horror de combustión lenta» como El exorcista, Rosemary's Baby y otras «grandes películas de terror satánicas de los años sesenta y setenta». La secuencia del título de apertura presenta el arte de Robert Hack, el artista original de la serie de cómics.
El 12 de noviembre de 2018, Netflix anunció que el undécimo episodio de los veinte episodios ordenados se lanzaría como un episodio especial de Navidad. No siempre fue el plan de la serie tener un episodio navideño. Durante la producción del primer episodio de la segunda parte, Aguirre-Sacasa se dio cuenta de que la serie ya había hecho episodios relacionados con Halloween y Acción de Gracias en la primera parte, y decidió crear el episodio. Señaló que el episodio «en general, era autónomo». El episodio también fue útil para Netflix, que quería lanzar algún tipo de contenido independiente adicional entre las dos primeras partes. El 18 de diciembre de 2018, Netflix renovó la serie para una segunda temporada de 16 episodios, que también se dividirá en dos partes. El 8 de julio de 2020, Netflix canceló la serie.

### Casting
En enero de 2018, Kiernan Shipka fue elegida como Sabrina Spellman. Shipka fue la primera opción de Aguirre-Sacasa para el papel. Al mes siguiente, Jaz Sinclair fue elegida como Rosalind «Roz» Walker, junto con Michelle Gomez como Mary Wardwell / Madam Satán, Chance Perdomo como Ambrose Spellman, Lucy Davis como Hilda Spellman, Miranda Otto como Zelda Spellman, y Richard Coyle como el padre Faustus Blackwood. En marzo de 2018, Ross Lynch se unió al elenco como Harvey Kinkle, mientras que Tati Gabrielle fue elegida como Prudence Night. A principios de marzo de 2018, Bronson Pinchot, Adeline Rudolph y Abigail Cowen fueron elegidos como George Hawthorne, Agatha y Dorcas, respectivamente. En noviembre de 2018, se reveló que Alexis Denisof y Jedidiah Goodacre se unirían al elenco en la segunda parte en los papeles recurrentes de Adam Masters y Dorian Gray, respectivamente, mientras que Mckenna Grace interpretaría a una joven Sabrina en el episodio especial de Navidad.
En junio de 2019, se informó que Lachlan Watson y Gavin Leatherwood habían sido promovidos al elenco principal para la segunda temporada. En diciembre de 2019, Sam Corlett, Skye Marshall y Jonathan Whitesell fueron elegidos en papeles recurrentes para la parte 3 de la serie.

### Filmación
La filmación de la primera parte comenzó el 19 de marzo de 2018, justo cuando concluyó la filmación de la segunda temporada de Riverdale, lo que permitió a los mismos miembros del equipo trabajar en ambas series. Las dos primeras partes fueron filmadas consecutivamente, con la filmación de la segunda parte concluyendo el 21 de diciembre de 2018. Se esperaba que la filmación comenzara en febrero de 2018 y durara hasta junio de 2018. El primer episodio de la segunda parte fue el undécimo episodio filmado, mientras que el especial de Navidad fue el duodécimo episodio filmado, a pesar de que el especial de Navidad se lanzó como el undécimo episodio general de la serie. Esto se debió a que la idea para el especial de Navidad surgió cuando el primer episodio de la segunda parte estaba «demasiado lejos» para alterar su calendario de producción. A pesar del cambio de producción, Aguirre-Sacasa dijo que el primer episodio de la segunda parte fue escrito «como un episodio de estreno para la segunda parte» y ayuda a comenzar las historias de la parte. Se espera que la producción de la segunda temporada, que consta de la tercera y cuarta parte, comience el 17 de mayo de 2019 y finalice el 20 de febrero de 2020.

### Música
El 15 de marzo de 2019, WaterTower Music lanzó un EP digital con cuatro canciones interpretadas por algunos de los miembros del elenco de la serie durante la primera parte de la primera temporada. Una recopilación de canciones de la primera temporada, incluidas seis canciones interpretadas por el elenco (cuatro del EP y dos nuevas canciones), fue lanzada en formato digital por WaterTower Music el 5 de abril de 2019.
| Chilling Adventures of Sabrina: Banda sonora original de televisión - Temporada uno |                                                     | |          |  |
| N.º                                                                                 | Título                                              | Artista(s)                                                                                             | Duración |  |
| 1.                                                                                  | «Título principal (Chilling Adventures of Sabrina)» | Adam Taylor                                                                                            | 1:39     |  |
| 2.                                                                                  | «Bad Moon Rising»                                   | Creedence Clearwater Revival                                                                           | 2:21     |  |
| 3.                                                                                  | «I Put a Spell on You»                              | Sylvia Black                                                                                           | 2:40     |  |
| 4.                                                                                  | «Terrible Thing»                                    | AG | 3:38     |  |
| 5.                                                                                  | «Sixteen Candles»                                   | Stray Cats                                                                                             | 2:54     |  |
| 6.                                                                                  | «New Kind Of Kick»                                  | The Cramps                                                                                             | 3:29     |  |
| 7.                                                                                  | «Always Is Always Forever»                          | Kiernan Shipka, Tati Gabrielle, Adeline Rudolph y Abigail Cowen                                        | 0:51     |  |
| 8.                                                                                  | «Black Magic Woman»                                 | VCTRYS                                                                                                 | 3:08     |  |
| 9.                                                                                  | «Dream A Little Dream»                              | Pink Martini, The von Trapps, Gus Kahn, Fabian Andre y Wilbur Schwandt                                 | 3:53     |  |
| 10.                                                                                 | «Queen Freya Hymnal»                                | Adeline Rudolph y Abigail Cowen                                                                        | 1:40     |  |
| 11.                                                                                 | «Blest Be The Tie That Binds»                       | Jaz Sinclair                                                                                           | 2:38     |  |
| 12.                                                                                 | «Do-Re-Mi»                                          | Miranda Otto, Tati Gabrielle, Abigail Cowen y Gavin Leatherwood                                        | 1:20     |  |
| 13.                                                                                 | «A Little Wicked»                                   | Valerie Broussard                                                                                      | 3:28     |  |
| 14.                                                                                 | «Girl U Want»                                       | Devo                                                                                                   | 2:59     |  |
| 15.                                                                                 | «Gently Break It»                                   | Beck Pete                                                                                              | 3:37     |  |
| 16.                                                                                 | «Under The Stars»                                   | Aquamarine                                                                                             | 3:33     |  |
| 17.                                                                                 | «Divine Love to Kill Fascism»                       | Peter Matthew Bauer                                                                                    | 5:46     |  |
| 18.                                                                                 | «Lavender Blue (Dilly Dilly)»                       | Alvina August                                                                                          | 1:19     |  |
| 19.                                                                                 | «Masquerade»                                        | Kiernan Shipka, Ross Lynch, Lucy Davis, Jaz Sinclair, Tati Gabrielle, Gavin Leatherwood y Miranda Otto | 2:04     |  |

### Conexión conRiverdale
La serie fue concebida originalmente como una serie acompañante de Riverdale cuando estaba en desarrollo para The CW; sin embargo, después de que la serie se trasladó a Netflix, no estaba claro si quedaría alguna conexión. En enero de 2018, el presidente de The CW, Mark Pedowitz, señaló que, «en este momento, no hay discusión sobre un cruce». En marzo de 2018, Jon Goldwater confirmó que las dos series eran «dos entidades separadas por ahora» pero «me encantaría si pudieran encontrar una manera de cruzarse». Goldwater también sintió que existía la posibilidad de que los personajes aparecieran en futuros episodios de Riverdale, ya que Greendale ya había sido mencionada como existente en esa serie. En la primera temporada de Chilling Adventures of Sabrina, Moses Thiessen repite su papel como Ben Button de Riverdale.
Con respecto a un cruce adecuado, Aguirre-Sacasa dijo en octubre de 2018 que «odiaría que [un cruce] nunca suceda» entre las dos series, y agregó que una idea potencial para uno vería a los personajes de Riverdale «escuchar sobre una casa embrujada en Greendale y tratar de entrar y es la casa de Sabrina». También declaró que, dado que ambas series ya estaban establecidas, podría ocurrir un cruce en una película independiente con actores de ambos elencos, potencialmente titulada Afterlife with Archie, basada en la serie de cómics del mismo nombre de Archie Horror.

### Demanda judicial
En noviembre de 2018, los activistas del Templo Satánico demandaron al equipo de producción de la serie por el uso de la estatua de Baphomet, que afirman que era una copia directa de su propia estatua y retrataron el Templo de una manera inexacta y despectiva. El 21 de noviembre de 2018, se confirmó que el Templo Satánico y Netflix habían resuelto amigablemente la disputa de la demanda, y los términos del acuerdo no se han revelado al público.

## Lanzamiento
Los primeros diez episodios de Chilling Adventures of Sabrina se lanzaron en todo el mundo en Netflix el 26 de octubre de 2018. El mismo día, los dos primeros episodios se mostraron en una proyección especial en la Comic-Con de París de 2018. El undécimo episodio de la primera parte, un episodio especial de Navidad, se lanzó el 14 de diciembre de 2018. Los nueve episodios de la segunda parte se lanzaron el 5 de abril de 2019. La tercera parte se lanzó el 24 de enero de 2020. El 9 de enero de 2020, Netflix lanzó un video musical titulado «Straight to Hell» promocionando la Parte 3. El 26 de octubre de 2020, Netlfix lanzó un avance de la Parte 4 y anunció que se lanzará el 31 de diciembre de 2020.

## Recepción

### Respuesta crítica

#### Parte 1
Para la primera parte, el agregador de revisiones Rotten Tomatoes informó una calificación de aprobación del 91% con una calificación promedio de 7.77/10 basado en 103 revisiones. El consenso del sitio web dice: «Hechizante y bellamente macabra, Chilling Adventures of Sabrina lanza un hechizo embriagador y proporciona un escaparate perfecto para los talentos mágicos de Kiernan Shipka». Metacritic, que utiliza un promedio ponderado, le asignó una puntuación de 74 de 100 basado en 32 revisiones a la primera parte de la primera temporada, lo que indica «revisiones generalmente favorables».
Alicia Lutes de IGN le dio a la primera parte un 9.2/10, diciendo que «brilla en sus tramas deliciosamente oscuras, volúmenes de campamento y humor irreverente y a veces antagónico». Dave Nemetz de TVLine le dio a la primera parte una «B+» diciendo que «Sabrina es más irónica y consciente de sí misma de lo que se le permite a Riverdale» y que «ha tenido un gran comienzo». Meagan Navarro de Bloody Disgusting elogió la primera parte, afirmando que es «divertida y de ritmo enérgico».
Daniel Fienberg de The Hollywood Reporter declaró en una revisión de la primera parte, que el «atractivo de Sabrina, que aumenta a medida que avanza el programa, proviene principalmente de Shipka». Elogió la actuación de la actriz al mencionar que ella es «un complemento perfecto para uno de los elementos más entrañables del programa, es decir, su enfoque borroso de la modernidad». Chris Hayner de Gamespot elogió la primera parte al destacar las actuaciones de los miembros del elenco. Felicitó aún más el trasfondo progresivo de la serie y declaró que «se las arregla para enredarse con los problemas de hoy en día muchas caras, mientras lo expresa todo en un mundo sobrenatural». Constance Grady de Vox elogió la primera parte, particularmente por su cinematografía, afirmando que sus «valores de producción más altos son evidentes en cada cuadro, y el resultado es magnífico». Agregó además que cuando la serie se compromete completamente con su estética de horror gótico oscuro, está en «su momento más emocionante». Petrana Radulovic de Polygon declaró en su crítica positiva de la primera parte que «una vez que comienza el horror, la temporada continúa con tantos escalofríos y prepara el escenario para lo que viene después».
Para el episodio especial de Navidad, Rotten Tomatoes reportó una calificación de aprobación del 76% con una calificación promedio de 6.56/10 basado en 21 revisiones. El consenso del sitio web dice: «Este capítulo festivo de Chilling Adventures of Sabrina le da al ponche con la sensibilidad macabra de la serie, pero los espectadores pueden sentirse decepcionados por la confusión del especial sobre si se trata de una diversión autónoma o una continuación de la historia central de la serie».

#### Parte 2
La segunda parte recibió un promedio de 6.88 de 10 en Rotten Tomatoes, con una aprobación general del 81% basado en 43 revisiones. El consenso del sitio web dice: «Con un misterio más fuerte impregnado en la construcción del mundo de las brujas, Chilling Adventures sigue siendo un juego deliciosamente oscuro y deliciosamente campy que empuja a Sabrina más profundamente en el camino de la noche, si tan solo llegara allí un poco más rápido».

#### Parte 3
Para la tercera parte, Rotten Tomatoes informa un índice de aprobación del 92% basado en 13 revisiones críticas con una calificación promedio de 8.20/10. El consenso crítico del sitio web dice: «Un viaje deliciosamente infernal de principio a fin, Chilling Adventures of Sabrina solo sigue mejorando».

### Reconocimientos
| Año  | Premiación                       | Categoría                                                            | Nominado(s) | Resultado | Ref.   |
| ---- | -------------------------------- | -------------------------------------------------------------------- | --- | --------- | ------ |
| 2018 | Dorian Awards                    | Programa de televisión del año                                       | Chilling Adventures of Sabrina                                                                                            | Nominado  | [ 64 ] |
| 2019 | Directors Guild of Canada Awards | Logro directivo sobresaliente en una serie familiar                  | Rachel Talalay (por "Chapter Six: An Exorcism in Greendale")                                                              | Ganadora  | [ 65 ] |
| 2019 | Directors Guild of Canada Awards | Mejor diseño de producción - Serie de comedia o familiar             | Lisa Soper | Ganadora  | [ 65 ] |
| 2019 | Fangoria Chainsaw                | Mejor serie                                                          | Chilling Adventures of Sabrina                                                                                            | Nominado  | [ 66 ] |
| 2019 | Kids' Choice Awards              | Drama de televisión favorito                                         | Chilling Adventures of Sabrina                                                                                            | Nominado  | [ 67 ] |
| 2019 | Golden Trailer Awards            | Mejor título/secuencia de créditos para una serie de TV/streaming    | Chilling Adventures of Sabrina                                                                                            | Ganadores | [ 68 ] |
| 2019 | Leo Awards                       | Mejor fotografía en una serie de drama                               | Brendan Uegama (por «Chapter Six: An Exorcism In Greendale»)                                                              | Nominado  | [ 69 ] |
| 2019 | Leo Awards                       | Mejor fotografía en una serie de drama                               | Stephen Maier (por «Chapter Ten: The Witching Hour»)                                                                      | Nominado  | [ 69 ] |
| 2019 | Leo Awards                       | Mejor maquillaje en una serie de drama                               | Werner Pretorius, Mike Fields, Shelagh Mcivor, Tom Sosnowski, Geoff Redknap (por «Chapter Five: Dreams in a Witch House») | Nominado  | [ 69 ] |
| 2019 | Leo Awards                       | Mejor actuación invitada de un hombre en una serie de drama          | Jason Beaudoin (por «Chapter Six: An Exorcism In Greendale»)                                                              | Nominado  | [ 69 ] |
| 2019 | MTV Movie & TV Awards            | Mejor actuación en un programa                                       | Kiernan Shipka | Nominada  | [ 70 ] |
| 2019 | Premios Saturn                   | Mejor serie de terror y suspenso en streaming                        | Chilling Adventures of Sabrina                                                                                            | Nominado  | [ 71 ] |
| 2019 | Premios Saturn                   | Mejor actriz en una presentación en streaming                        | Kiernan Shipka | Nominada  | [ 71 ] |
| 2019 | Teen Choice Awards               | Mejor serie de televisión de ciencia ficción/fantasía                | Chilling Adventures of Sabrina                                                                                            | Nominado  | [ 72 ] |
| 2019 | Teen Choice Awards               | Mejor actor de televisión de ciencia ficción/fantasía                | Ross Lynch | Nominado  | [ 72 ] |
| 2019 | Teen Choice Awards               | Mejor actriz de televisión de ciencia ficción/fantasía               | Kiernan Shipka | Nominada  | [ 72 ] |
| 2020 | Directors Guild of Canada Awards | Logro destacado en diseño de producción: serie de comedia o familiar | Lisa Soper (por "Chapter Twenty-Three: Heavy Is the Crown")                                                               | Ganadora  | [ 73 ] |